# Mount Coman
Mount Coman ist ein markanter, isolierter und 3655 m hoher Berg im südlichen Zentrum des Palmerlands auf der Antarktischen Halbinsel. Er ragt unmittelbar westlich der Playfair Mountains auf.
Teilnehmer der US-amerikanischen Ronne Antarctic Research Expedition (1947–1948) entdeckten ihn. Expeditionsleiter Finn Ronne benannte ihn nach Francis Dana Coman (1895–1952), Arzt der Byrd Antarctic Expedition (1928–1930).